# Ludwig Zietkiewicz
Ludwig Zietkiewicz (polnisch: Ludwik Ziętkiewicz), (* 16. Juli 1831 in Posen; † 21. Oktober 1897 in Łabiszyn) war katholischer Geistlicher und Mitglied des deutschen Reichstags.

## Leben
Zietkiewicz war der Sohn von Piotr Ziętkiewicz und Eleonora Antonina geb. Kurowski.
Zietkiewicz besuchte das katholische Mariengymnasium Posen und bestand die Abiturienten-Prüfung am Gymnasium in Trzemeszno am 1. März 1853. Er besuchte dann drei Jahre das katholische erzbischöflich-geistliche Seminar in Posen und wurde in Gnesen am 27. Dezember 1856 ausgeweiht. Vom 18. Januar 1857 an war er als Vikar an der katholischen Kirche in Trzemeszno bis zum 26. April 1860. Am 28. April 1860 übernahm er die selbstständige Verwaltung der katholischen Kirche in Objezierze als Pfarrer.
Zwischen 1882 und 1885 war er Mitglied des Preußischen Abgeordnetenhauses und von 1874 bis 1877 des Deutschen Reichstages für die Polnische Fraktion und den Wahlkreis Posen 2 (Birnbaum, Samter, Obornik).